# Oxyde mixte de baryum, de calcium, de cuivre et de thallium

Structure en couches schématique de TBCCO-2223.

L'oxyde mixte de baryum, de calcium, de cuivre et de thallium (en anglais : Thallium barium calcium copper oxide ou TBCCO, prononcé « tibco ») est une famille de supraconducteurs à haute température ayant la formule chimique généralisée TlmBa2Can-1CunO2n+m+2.
Le Tl2Ba2Ca2Cu3O10 (TBCCO-2223) a été découvert dans le laboratoire du professeur Allen Hermann dans le département de physique de l'université de l'Arkansas en octobre 1987 par le chercheur post-doctorant Zhengzhi Sheng et le professeur Hermann. La majeure partie de la supraconductivité dans ce matériau a été confirmée par des observations d'expulsion de flux magnétique et de signaux de piégeage de flux (dans des conditions de refroidissement et de champ nul) avec un magnétomètre SQUID dans le laboratoire supraconducteur de Timir Datta à l'université de Caroline du Sud. Allen Hermann a annoncé sa découverte et la température critique de 127 K, à Houston, Texas, lors du Congrès mondial de la supraconductivité organisé par Paul Chu (en) en février 1988.